# 巴西电视系统
巴西电视系统（葡萄牙語：Sistema Brasileiro de Televisão，缩写为SBT）是一家巴西电视联播网，成立于1981年8月19日，由商人和电视名人西尔维奥·桑托斯创立，总部位于圣保罗州的奥萨斯库。